# Cetraro
Cetraro est une commune de la province de Cosenza, dans la région de Calabre, en Italie.

## Administration
| Période                                  | Période | Identité | Étiquette | Qualité |
| ---------------------------------------- | ------- | -------- | --------- | ------- |
|                                          |         |          |           |         |
| Les données manquantes sont à compléter. |         |          |           |         |

### Hameaux
San Pietro, Santo Ianni,Sant'Angelo, San Filippo, Ceramile, Bosco, Malvitani, Borgo S.Marco, S. Giacomo

### Communes limitrophes
Acquappesa, Bonifati, Fagnano Castello, Guardia Piemontese, Malvito, Sant'Agata di Esaro